# Johannes von Thuchem

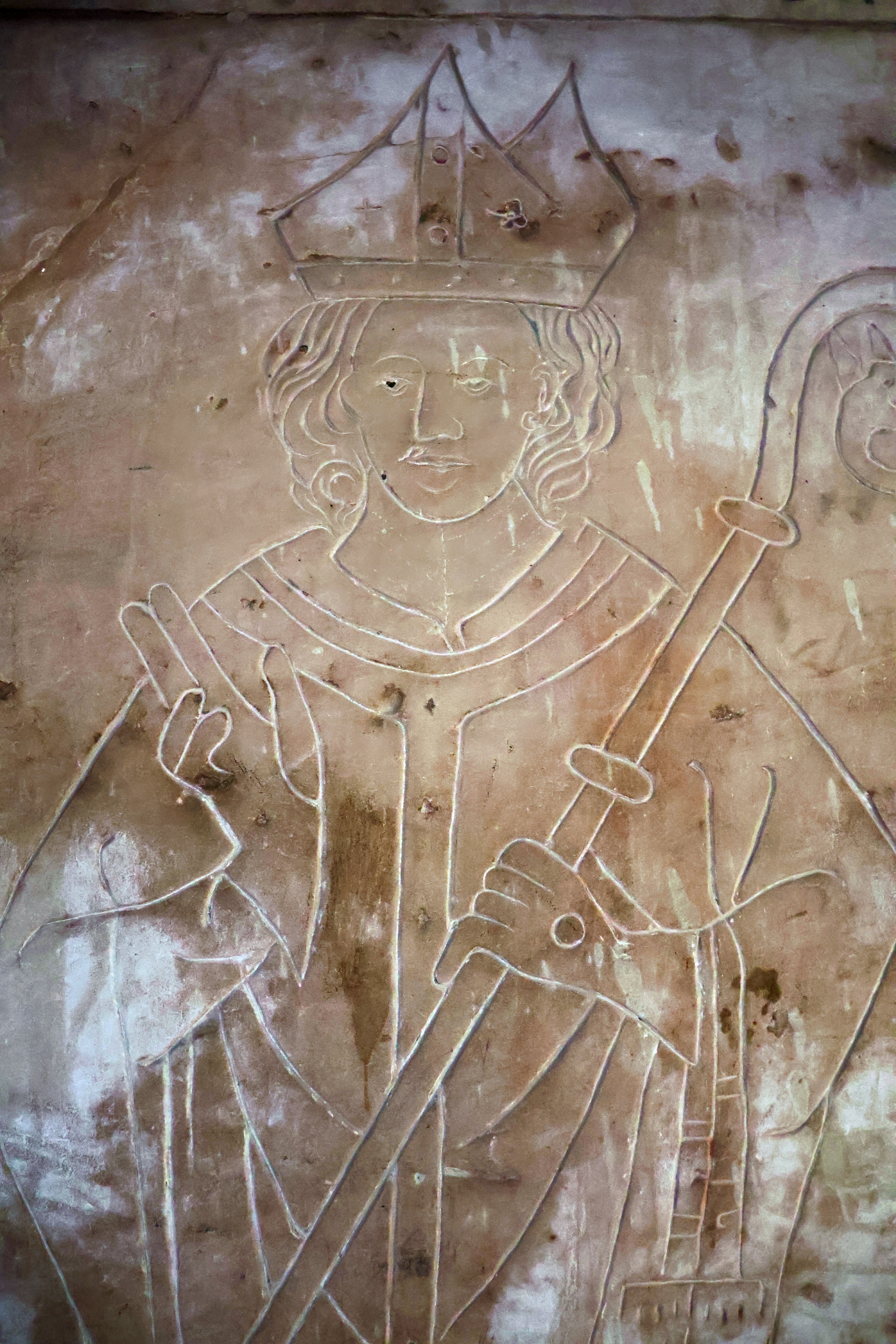
Darstellung des Bischofs Johannes I. auf seiner Grabplatte im Dom zu Brandenburg.

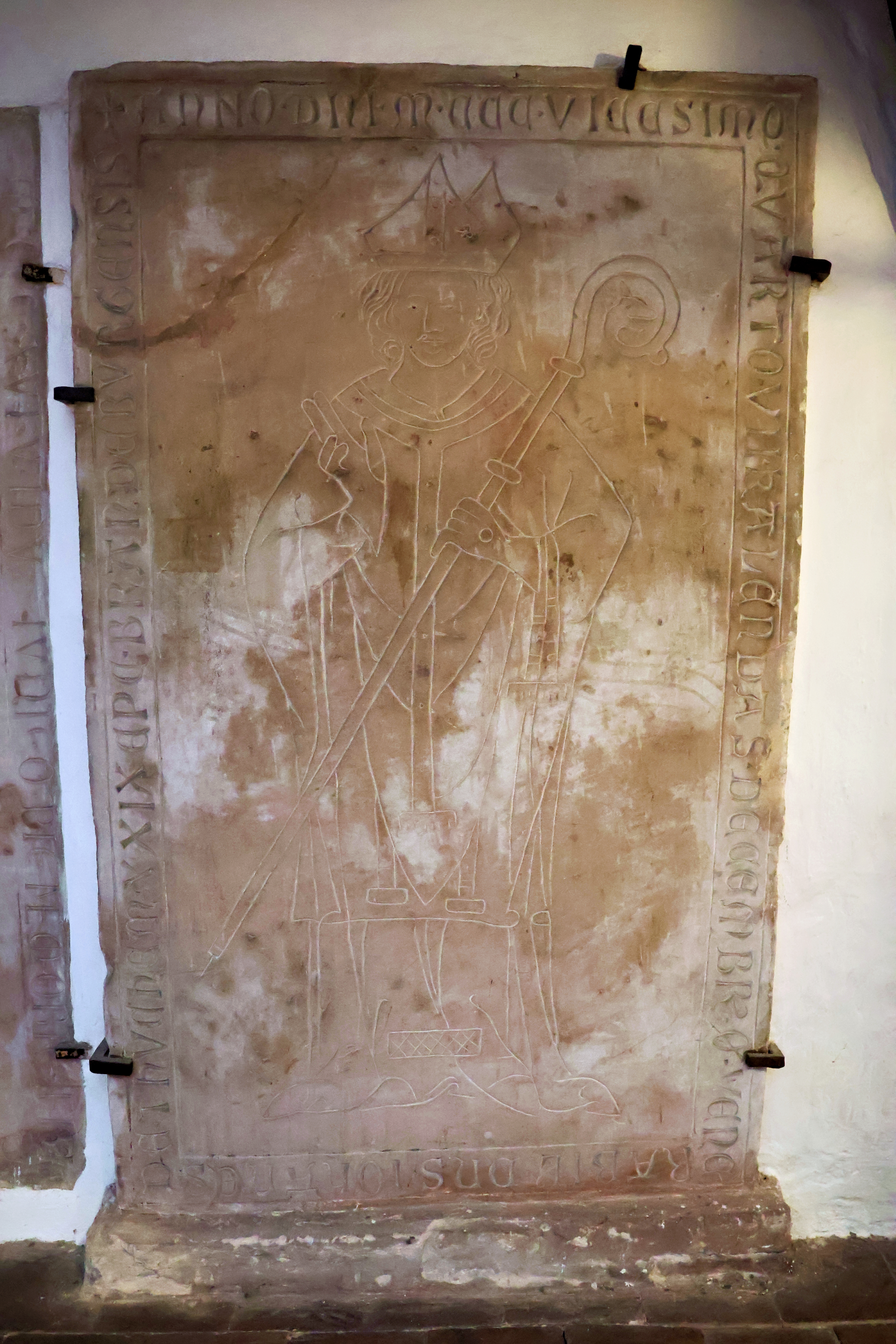
Vollständige Grabplatte aus dem frühen 14. Jahrhundert.

Johannes von Thuchem (auch Johann von Tuchen, Tuchem oder Tuchheim) († 25. November 1324) war als Johannes I. Bischof des Bistums Brandenburg und als dieser Fürstbischof des Hochstifts Brandenburg. Er regierte das Bistum von 1316 bis zu seinem Tod. Er gehörte dem Prämonstratenserorden an.

## Leben und Wirken
Johannes von Thuchem entstammte einem Adelsgeschlecht aus dem Erzstift Magdeburg. Der Ort Tucheim liegt im östlichen Sachsen-Anhalt. Bis zum Jahr 1316 war Johannes Dompropst von Brandenburg. Nach dem Tod des Bischofs Friedrich (Friedrich von Plötzke) im Sommer 1316 wurde Johannes von Thuchem am 4. Oktober 1316 zum neuen Bischof gewählt.
Bei Übernahme der Diözese scheint diese von hohen Schulden belastet gewesen zu sein. Zur Senkung der Schuldenlast verkaufte Johannes von Thuchem mehrere Dörfer. Die Verkäufe der zuvor zum bischöflichen Tafelgut gehörenden Dörfer Tieckow und Weseram 1317 an den Propst beziehungsweise das Domstift und Saaringen 1320 waren gleichzeitig die ersten bekannten urkundlichen Erwähnungen der Orte.
Am 25. November 1324 verstarb Johannes I. Er wurde im Dom zu Brandenburg beerdigt.